# Amintas III de Macedonia
Amintas III (griego Ἀμύντας Amyntas) (?-369), hijo de Arrideo, que a su vez era hijo de Amintas hijo de Alejandro I Filoheleno, fue rey de Macedonia en 393 a. C. hasta el 388/387 y de nuevo del 387/386 a. C. hasta su muerte en el 370/369 a. C.
Llegó al trono con la ayuda de los griegos durante el turbulento siglo IV a. C. en la historia de Macedonia tras ordenar el asesinato de Pausanias y la muerte previa de Amintas II, otro candidato al trono, a manos un príncipe macedonio en 393 a. C. 
Amintas III, como haría después su hijo Filipo, concibió los matrimonios con varias mujeres como un medio de establecer y fortalecer alianzas con aliados y vecinos. Se casó con dos mujeres. La primera fue Eurídice, hija de un tal Sirra (probablemente un ilirio), y nieta de Arrabeo de Lincestide. Los hijos que tuvo con ella serían los que alcanzarían, uno después de otro, el trono macedonio: Alejandro II, Perdicas III y Filipo II (a este último lo sucedería su hijo, Alejandro III, más conocido como Alejandro Magno, nieto por tanto de Amintas III). La segunda esposa de Amintas III fue Gigea, quizá miembro de la propia familia argéada. 

## Cronología
La cronología del reinado presenta algunas dudas entre los investigadores. Diodoro Sículo menciona la invasión de los ilirios, que tradicionalmente se ha situado en el 393 a. C., que provocó la caída de Amintas y sus sustitución por Argeo II, después con ayuda tesalia recupera su reino. Sin embargo investigadores como K. J Beloch en 1923 o Robert Malcolm Errington (1990) y N.G.L Hammond (1979) rebajaban la fecha de la usurpación de Argeo II a 384-382 y 390 respectivamente. En otras investigaciones dirigidas por J.R Ellis (1969) o A.M. Dundae (1995) proponen la primera parte del reinado de Amintas III hasta el 388/387 a. C.
Estos autores sostienen que pudieron existir dos invasiones iliricas, una en el 393 a. C. que provocó que parte del país se perdiera pero con ayuda de Olinto, a cambio de territorio macedonio, recuperó su trono. Años después la situación cambió las relaciones entre Amintas III y la Liga Calcidia, liderada por Olinto, desembocaron en una guerra abierta. Olinto, apoyada por los ilirios que en esta época están muy activos (invasión de Epiro 385 a. C.), ocupó gran parte del territorio macedonio, incluida la capital, situando en el trono a Argeo II. Solo con ayuda espartana pudo Amintas recuperar el trono en el 387/386 a. C.

## Reinado
Mucho después logró la paz con los ilirios, posiblemente mediante el pago de un tributo. Restableció su poder sobre Macedónide (la Alta Macedonia) gracias a su boda con una princesa Elimea.
Filipo I era hermano de Pérdicas II de Macedonia según Tucídides y en 454 a. C., a la muerte de Alejandro I de Macedonia había recibido una parte del reino, la Alta Macedonia o Macedónide. A la muerte de Filipo hacia el 430 a. C., su hijo Amintas le sucedió y su tío intentó tomarle el reino. Sitalces, rey de los odrisios (rey hacia 460-424 a. C.) que hizo una expedición contra Pérdicas (429 a. C.) y entre su comitiva Sitalces llevaba a Amintas, hijo de Filipo, al que destinaba al trono de Macedonia; una de las condiciones que se establecieron en la firma de la paz, fue que no ayudaría a Filipo a ocupar el trono, pero Amintas pudo conservar los dominios paternos.
Recuperó el dominio de la Baja Macedonia en el año 379 a. C. con la ayuda de Esparta. A su muerte estallaron luchas dinásticas por la sucesión.
Consolidado en el poder reclamó el territorio dado a Olinto, alegando que había sido en depósito, y como no lo devolvieron pidió ayuda a Esparta. Al mismo tiempo (382 a. C.) se alió con Acanto y Apolonia, rivales de Olinto y que no habían querido entrar en la confederación o Liga Calcídica. Los espartanos enviaron un cuerpo expedicionario dirigido por Eudamidas y su hermano Fébides (Phoebidas), al que después sustituyó Teleutias, más tarde Agesipolis I, y finalmente Polibíades, que fue quien conquistó Olinto en 379 a. C. conjuntamente con las fuerzas de Amintas III y de Derdas rey de Elimia (vasallo de Amintas).
Pese a su alianza con Esparta, a la que Amintas fue fiel el resto de su vida, fue también aliado de Jasón de Feras y estaba en buenas relaciones con Atenas. Ifícrates fue adoptado como hijo por Amintas, y el rey dio apoyo a la reclamación de Atenas sobre Anfípolis.
Estrabón parece indicar que la capital del reino se trasladó bajo Amintas de Egas (o de Edesa) a Pela. En Edesa permaneció el lugar de enterramiento real.
Marco Juniano Justino habla de un complot de su mujer, Eurídice, que quería situar en el trono a su yerno Ptolomeo Alorita, pero la mujer de éste, reveló el plan a su padre. Diodoro Sículo en cambio, dice que Ptolomeo era hijo de Amintas.
Amintas murió a la avanzada edad en 369 a. C. y dejó tres hijos legítimos: Alejandro II de Macedonia, Pérdicas (Pérdicas III de Macedonia) y Filipo (Filipo II de Macedonia), de los que el primero fue el sucesor inmediato. Además tuvo tres hijos ilegítimos con Gigea: Arquelao, que reclamó el trono en el 360/359 a. C., Arrideo y Menelao.

## Amintas III y la poligamia en la corte macedonia
Al menos desde el reinado de Amintas III, se había ido instalando en Macedonia la idea de la poligamia dentro de la familia real. Eso provocaba tensiones entre las diversas esposas reales y sus partidarios que tenían como objetivo fundamental aumentar las posibilidades de acceder al trono de los hijos habidos en esa unión. El propio Filipo, hijo de Amintas III y  Eurídice, tuvo que deshacerse, y no con facilidad, de sus hermanastros, los hijos que su padre había tenido con su segunda esposa, Gigea. La tradición de reina fuerte que Eurídice ganó sin duda tuvo que ver con las intrigas, no exentas de ambigüedades, que protagonizó para asegurar el trono a su hijo Alejandro II y, cuando este murió, a Pérdicas III y por fin a Filipo II.